# Sydowiella dryadis
Sydowiella dryadis är en svampart som tillhör divisionen sporsäcksvampar, och som beskrevs av Larissa N. Vassiljeva. Sydowiella dryadis ingår i släktet Sydowiella, och familjen Sydowiellaceae. Arten är reproducerande i Sverige.